# 해밍 결합 도식
조합론에서 해밍 결합 도식(Hamming結合圖式, 영어: Hamming association scheme)은 해밍 거리가 주어진 곱집합으로 구성된 결합 도식이다.

## 정의

### 해밍 거리를 통한 정의
다음 데이터가 주어졌다고 하자.
- 유한 집합 {\displaystyle \Sigma }
- 자연수 {\displaystyle n\in \mathbb {N} }

그렇다면, 곱집합 {\displaystyle \Sigma ^{n}} 위에 다음과 같은 이항 관계 {\displaystyle (\sim _{0},\sim _{1},\dotsc ,\sim _{n})}들을 주자.
{\displaystyle u\sim _{i}v\iff \operatorname {d_{H}} (u,v)=i\qquad (u,v\in \Sigma ^{n})}
여기서
- {\displaystyle \operatorname {d_{H}} \colon \Sigma ^{n}\times \Sigma ^{n}\to \{0,1,\dotsc ,n\}}은 해밍 거리이다.

그렇다면, {\displaystyle (\Sigma ^{n},\{\sim _{i}\}_{0\leq i\leq n})}은 결합 도식을 이룬다. 이를 {\displaystyle (n,|\Sigma |)}-해밍 결합 도식이라고 한다.:18–19, §1.4.3:2479, Example 1

### 군 작용을 통한 정의
해밍 결합 도식은 대신 군의 작용을 통해 정의될 수도 있다.:2482, Example 1 (continued)
구체적으로, 곱집합 {\displaystyle \Sigma ^{n}}이 주어졌을 때, 다음과 같은 두 단사 군 준동형을 생각할 수 있다.
{\displaystyle f\colon \operatorname {Sym} (n)\hookrightarrow \operatorname {Sym} (\Sigma ^{n})}
{\displaystyle g\colon \operatorname {Sym} (\Sigma )^{n}\hookrightarrow \operatorname {Sym} (\Sigma ^{n})}
여기서
- {\displaystyle f}는 {\displaystyle \Sigma ^{n}}의 원소의 {\displaystyle n}개의 성분들 사이의 순열을 취하는 것이다.
- {\displaystyle g}는 {\displaystyle \Sigma ^{n}}의 원소의 {\displaystyle n}개의 성분들에 각각 순열을 가하는 것이다.

{\displaystyle g}의 상은 {\displaystyle \operatorname {Sym} (\Sigma ^{n})}의 정규 부분군이며, 분할 완전열
{\displaystyle 1\to \operatorname {Sym} (\Sigma )^{n}{\xrightarrow {g}}\operatorname {Sym} (\Sigma ^{n})\to \operatorname {Sym} (n)\to 1}
이 존재한다. 그렇다면, {\displaystyle f}와 {\displaystyle g}의 상으로 생성되는, 대칭군 {\displaystyle \operatorname {Sym} (\Sigma ^{n})}의 부분군을 생각할 수 있으며, 이는 {\displaystyle \operatorname {Sym} (n)}과 {\displaystyle \operatorname {Sym} (\Sigma )^{n}}의 반직접곱
{\displaystyle G=\operatorname {Sym} (\Sigma )^{n}\rtimes \operatorname {Sym} (n)\leq \operatorname {Sym} (\Sigma ^{n})}
이다.
그렇다면, {\displaystyle \Sigma ^{n}\times \Sigma ^{n}} 위에 {\displaystyle G}의 성분별 작용
{\displaystyle g\cdot (u,v)=(g\cdot u,g\cdot v)}
을 가했을 때, 그 궤도들은 {\displaystyle \Sigma ^{n}} 위의 결합 도식을 정의하며, 이를 해밍 결합 도식이라고 한다.

### 일반화 해밍 결합 도식
다음 데이터가 주어졌다고 하자.
- 결합 도식 {\displaystyle (\Sigma ,m,{\mathcal {R}}=(R_{0},R_{1},\dotsc ,R_{m}))}
- 자연수 {\displaystyle n\in \mathbb {N} }

그렇다면, 곱집합 {\displaystyle \Sigma ^{n}}의 임의의 두 원소 {\displaystyle u,v\in \Sigma ^{n}}에 대하여,
{\displaystyle h(u,v)=(h_{0}(u,v),h_{1}(u,v),\dotsc ,h_{m}(u,v))\in \mathbb {Z} ^{m+1}}
{\displaystyle h_{i}(u,v)={\begin{cases}1&(u,v)\in R_{i}\\0&(u,v)\not \in R_{i}\end{cases}}}
를 정의하자. 그렇다면,
{\displaystyle \sum _{i=0}^{m}h_{i}(u,v)=n}
이다. 이제, {\displaystyle {\mathcal {H}}}가
- {\displaystyle m+1}개의 성분을 가지며,
- 모든 성분이 0 또는 1이며,
- 모든 성분의 합이 {\displaystyle n}인

벡터들의 집합이라고 하자. 그렇다면, {\displaystyle \Sigma ^{n}} 위에 각 {\displaystyle h'\in {\mathcal {H}}}에 대하여
{\displaystyle u\sim _{h'}v\iff h(u,v)=h'}
를 주면, 이는 결합 도식을 이룬다. 이를 {\displaystyle (\Sigma ,m,{\mathcal {R}})} 위의 {\displaystyle n}차 일반화 해밍 결합 도식(영어: generalized Hamming association scheme)이라고 한다.

## 성질
해밍 결합 도식은 대칭 결합 도식이다. 즉, 그 모든 이항 관계는 대칭 관계이다.

### 대수적 성질
해밍 결합 도식 {\displaystyle \operatorname {H} (n,|\Sigma |)}의 인접 행렬들이 {\displaystyle (D_{i})_{0\leq i\leq n}}라고 하자.
해밍 결합 도식의 구조 상수는 다음과 같다.:334, §2.3
{\displaystyle D_{i}D_{j}=\sum _{k=0}^{n}p_{ij}^{k}D_{k}}
{\displaystyle p_{ij}^{k}=\sum _{m=0}^{n-k}{\binom {k}{k+m-i}}{\binom {i-m}{k-j+m}}{\binom {n-k}{m}}(|\Sigma |-1)^{m}(|\Sigma |-2)^{i+j-k-2m}}
특히, {\displaystyle |\Sigma |=2}일 때 이는 {\displaystyle m=(i+j-k)/2}인 항만 남게 되며, 이 경우 구조 상수는 다음과 같다.
{\displaystyle p_{ij}^{k}={\begin{cases}{\binom {k}{(i-j+k)/2}}{\binom {n-k}{(i+j-k)/2}}&2\mid i+j-k\\0&2\nmid i+j-k\end{cases}}\qquad (0\leq i,j,k\leq n)}
그렇다면, 해밍 결합 도식의 복소수 계수 보스-메스너 대수의 최소 멱등원들은 다음과 같다.
{\displaystyle E_{a}={\frac {1}{|\Sigma |^{n}}}\sum _{i=0}^{n}Q_{ai}D_{i}\qquad (0\leq a\leq n)}
{\displaystyle D_{i}=\sum _{a=0}^{n}P_{ia}E_{i}\qquad (0\leq i\leq n)}
{\displaystyle Q_{ai}=\operatorname {K} _{a}(i;n,|\Sigma |)}
{\displaystyle P_{ia}=\operatorname {K} _{i}(a;n,|\Sigma )}
여기서
{\displaystyle \operatorname {K} _{i}(x;n,q)=\sum _{j=0}^{i}(-)^{j}(q-1)^{i-j}{\binom {x}{j}}{\binom {n-x}{i-j}}\in \mathbb {Z} [x]}
는 크라우추크 다항식(Кравчук多項式, 영어: Krawtchouk polynomial)이다.
또한, 다음이 성립한다.:2481, §II.B, Example 1 (continued)
{\displaystyle v_{i}=p_{ii}^{0}={\binom {n}{i}}(|\Sigma |-1)^{i}}
{\displaystyle m_{a}=\dim \operatorname {im} E_{a}={\binom {n}{a}}(|\Sigma |-1)^{a}}
여기서 {\displaystyle {\vec {v}}} 및 {\displaystyle {\vec {m}}}이 같은 것은 해밍 결합 도식이 스스로의 쌍대이기 때문이다.

## 예
(2,2)-해밍 결합 도식은 다음과 같다.
|    | AA | AB | BA | BB |
| -- | -- | -- | -- | -- |
| AA | 0  | 1  | 1  | 2  |
| AB | 1  | 0  | 2  | 1  |
| BA | 1  | 2  | 0  | 1  |
| BB | 2  | 1  | 1  | 0  |

## 역사
“해밍 결합 도식”이라는 용어는 리처드 해밍의 이름을 땄으며, 해밍 거리에서 유래하였다.
크라우추크 다항식은 우크라이나의 수학자 미하일로 필리포비치 크라우추크(우크라이나어: Миха́йло Пили́пович Кравчу́к, 러시아어: Михаил Филиппович Кравчук 미하일 필리포비치 크랍추크[*], 1892~1942)가 도입하였다.

## 참고 문헌
1. ↑  Bailey, Rosemary Anne (2004). 《Association schemes: designed experiments, algebra and combinatorics》 (영어). Cambridge University Press. doi:10.1017/CBO9780511610882. ISBN 978-0-521-82446-0. MR 2047311.
2. 1 2 3  Delsarte, Philippe; Levenshtein, Vladimir Iosifovich (1998년 10월). “Association schemes and coding theory”. 《Institute of Electrical and Electronics Engineers Transactions on Information Theory》 (영어) 44 (6): 2477–2504. doi:10.1109/18.720545. ISSN 0018-9448.
3. ↑  Godsil, Chris (2010). “Generalized Hamming schemes” (영어). arXiv:1011.1044. Bibcode:2010arXiv1011.1044G.
4. ↑  Yoshikawa, Masayoshi. “Modular adjacency algebras of Hamming schemes” (PDF). 《Journal of Algebraic Combinatorics》 (영어) 20 (3): 331–340. doi:10.1023/B:JACO.0000048521.68503.2b. ISSN 0925-9899.
5. ↑  Coleman, Rodney (2011). “On Krawtchouk polynomials” (영어). arXiv:1101.1798. Bibcode:2011arXiv1101.1798C.
6. ↑  Krawtchouk, M. (1929년 9월 23일), “Sur une généralisation des polynomes d’Hermite”, 《Comptes rendus hebdomadaires des séances de l’Académie des sciences》 (프랑스어) 189: 620–622, JFM 55.0799.01